# Rhomboideus minor
Rhomboideus minor eller Den lille rhombemuskel er en lille skeletmuskel på ryggen, der forbinder scapula med rygsøjlens vertebrae.
Lokaliseret inferior til levator scapulae og superior til rhomboideus major, arbejder den sammen med sidstnævnte i at holde scapula presset mod den thorakale væg. Den ligger dybt i forhold til trapezius, men superficialt til den lange spinalmuskel.